# Супрасълски манастир
Манастир Благовещение на Пресвета Богородица и Св. Йоан Богослов в Супрасъл, Супрасълска лавра (на полски Monaster Zwiastowania Przenajświętszej Bogurodzicy i św. Jana Teologa w Supraślu).
Манастирът Благовещение на Пресвета Богородица и Св. Апостол Йоан Богослов, Супрасълска лавра – един от петте православни мъжки манастира в Полша. Намира се на територията на град Супрасъл. Подчинен е на епархията Белосток-Гданск на Полската автокефална православна църква.
Манастирът е основан от Александър Ходкевич през 1497 година. Първоначално седалището му е в Грудек. През 1501 година започва изграждането на манастирски комплекс в Грудек, но няколко години по-късно монасите се преместват на ново място – труднодостъпната местност Сухи Хруд, близо до днешния град Супрасъл. През 1510 година в новото седалище на манастира започва работа по изграждането на основната църква – храмът „Благовещение“. Монасите поддържат многобройни контакти с останалите православни общности от манастирите в Русия и на Балканите, благодарение на което през XVI в. манастирът в Супрасъл става един от най-важните православни центрове в Първата полска република. Монасите се занимават и със събирането и копирането на книги. Особено силен е култът към смятаната за чудотворна супрасълска икона на Божията майка.
След създаването на Брестката уния, монасите от манастира начело с архимандрит Иларион отказват да приемат решенията на унията. Конфликтът относно юрисдикцията на манастира продължава десетилетия. В крайна сметка благодарение на подкрепата от страна на ктиторите на манастира и на крал Зигмунд III Васа през 1635 година манастирът преминава в ръцете на униатите и до 1824 година е администриран от василианците, които разширяват манастирския комплекс, а по инициатива на киевския митрополит Киприан Жоховски в Супрасъл започва издателска дейност. В манастирската печатница са създадени повечето литургически книги за нуждите на униатската църква в Жечпосполита, а от XVIII в. там се печата и светска литература.
След като през 1824 година Супрасъл попада под руско владение, манастирът преминава към Руската православна църква. Православният мъжки манастир функционира до 1915 година. В периода между двете световни войни манастирските постройки са собственост на салезианците. След войната в манастирските обекти се помещава земеделско училище, а от 80. години на XX век сградите постепенно биват предавани на Полската автокефална православна църква.
Манастирският комплекс се намира на ул. Klasztorna 1 (Манастирска 1), където е и седалището на Супрасълската академия и на местната православна енория. На територията на манастира се намира и Музей на иконите.
През 2021 г. в манастира пребивават деветима монаси.

## История на манастира

### Православен манастир (XVI – XVII в.)

#### Основаване на манастира в Грудек
До 2013 година основен източник на информация за историята на манастира в Супрасъл е написаната през 1799 година хроника за съдбата на манастира, чийто автор е василианецът Миколай Радкевич. Според хрониката манастирът е основан през 1498 година от маршала на Великото литовско княжество Александър Ходакевич и православният смоленски епископ Юзеф. С основаването на манастира Ходакевич се стреми да създаде на своите земи един значим център на православния религиозен живот, както и да засили престижа на своето семейство. Първоначалното седалище на религиозната общност е Грудек. През 2013 година Антони Миронович, въз основа на нови изследвания и на анализ на непознати дотогава документи, свързани с манастира, установява, че монашеската общност в Грудек е създадена преди изграждането на замък в тази местност, т.е. преди 1497 година, а може би дори и няколко десетилетия преди това. Манастирът няма ценобитен характер – монасите живеят в отделени една от друга отшелнически килии и се срещат за общи богослужения единствено в събота, неделя и на големи празници. Миронович подлага на съмнение и участието на смоленския епископ в самото създаване на манастира, твърдейки, че Миколай Радкевич съзнателно посочва него, вместо киевския митрополит Юзеф, желаейки да създаде впечатление, че манастирът още от самото начало е бил свързан с църковната уния.
Първият игумен на манастира е Панфуций (Sieheń). По онова време в манастира пребивават около 40 монаси.
Томосът, който разрешава строителството на манастира, е издаден от патриарха на Константинопол Йоаким I през 1505. Той съдържа и указания относно организацията на манастирския живот. Според него за игумен трябва да бъде избиран някой от монасите в манастира, като изборът се извършва от самата общност; монасите се задължават да отправят молитви за създателите на манастира; а целта на създаването на манастира е да бъде увеличен авторитетът на православието сред друговерците.
През 1501 е издигната дървена църква Св. Йоан Богослов, като по този начин Александър Ходакевич желае да увековечи паметта на починалия си баща Иван. Две години по-късно започва изграждането на зидана църква Благовещение на Пресвета Богородица. След завършване на строежа през 1511 църквата е осветена от киевския митрополит Йона III. Към църквата за изградени два параклиса: Св. Теодосий Печерски и Св. Св. Борис и Глеб. Според най-новите изследвания описаните храмове са създадени още в Грудек.

#### Теза за униатския генезис на манастира
През 2000 Юзеф Марошек представя тезата, че супрасълският манастир е създаден като е създаден като униатски с цел разпространение на Флорентинската уния. Според изследванията на Марошек информацията, свидетелстваща за униатския генезис на манастирската общност, съзнателно е отстранена от водените в по-късен период в манастира негови хроники.
Православните автори отхвърлят тезата за униатския генезис на манастира. Подкрепя я обаче Войчех Заленски. За разлика от него Кшищоф Петкевич, пишейки за проуниатските дейности на Александър Ягелиончик, по никакъв начин не ги свързва с основаването на манастира в Супрасъл.

#### Пренасяне на манастира в Супрасъл. Манастирът през XV – XVI в.
Според хрониките на Радкевич две години след създаването на манастира някои монаси напускат мястото, други се преместват на по-усамотени места. Според хрониките на манастира, през 1500 монасите напускат Грудек с лодка и се отправят по река Супрасъл, като спират на това място, на което лодката сама акостира до брега. Вземат със себе си кръста с част от Светия кръст. Новият манастир е създаден на място, където никога преди това не е имало център на православния култ.
През 2013 Антони Миронович, въз основа на споменатите вече свои по-нови изследвания, установява, че приетата до този момент теза за началото на манастира не може да бъде истина. Не е възможно още през 1500 монасите да са разполагали с ценната реликва на Светия кръст, тъй като са я получили едва през 1507 или 1508 от киевския митрополит Юзеф. Не е възможно преместването на манастира да е станало през посочената в хрониките година, тъй като молбата на монасите за преместване е подкрепена Юзеф Солтан в качеството му на киевски митрополит, т.е. най-рано през 1508. Най-ранният запис, който със сигурност сочи, че дейността на манастира се реализира вече в Супрасъл е от 1510, като година по-рано игумен Пафнуций получава съгласието на краля за изграждане на зидана църква. Това означава, че изграждането на църквата Благовещение е започнало не през 1503, а едва седем години по-късно и е продължило няколко десетилетия.
През 1510 Александър Ходакевич разработва заедно с киевския митрополит Юзеф нов правилник на манастира, който забранява на монасите и дори на игумена да напускат манастира самоволно. Всеки от монасите има право да притежава в килията си собствени книги. Благодарение на съпругата на Ходакевич, Василиса, в манастира живеят множество високо образовани монаси, които умеят да копират книги, което особено издига авторитета на монашеската общност в очите на друговерците.
В периода 1532 – 1557 е издигнат поредният храм – гробищната църква Възкресение Господне. Под църквата се намират катакомби със 132 ниши, в които се планира да бъдат погребвани монасите и светските лица, подкрепящи манастира.
С течение на времето манастирът в Супрасъл става важен религиозен и културен център. През XVI в. Значението му е сравнимо с престижа на Киевско-Печерската лавра, а супрасълската икона на Божията Майка (копие на смоленската икона на Божията Майка, дар от смоленския епископ Юзеф), почитана като чудотворна, е важна поклонническа цел. Сред религиозните общности, с които си сътрудничи Супрасълският манастир, са манастирите в Киев, Слуцк, Москва, както и манастири в Сърбия, България, Гърция. Според инвентара от 1557 г. в библиотеката на манастира в Супрасъл е имало 200 печатни или преписани на ръка книги, което означава, че е имал една от най-богатите книжни колекции със страната по онова време. През 1543 библиотеката е посетена от бъдещия крал Зигмунт Август, който изразява възхищението си от библиотечния фонд. До 1645 броят на книгите нараства на 587, като 234 от тях са на руски език, 201 – на латински, 152 – на полски. Плод на широките международни контакти на манастира са намиращите се в библиотеката ръкописи на руски, сръбски, български и други езици. На завидна слава се радва и манастирският скрипториум, където монасите копират ръкописи или правят техни компилации, след което разпространяват новите версии.
Важна следа от сътрудничеството с други манастири е разпространяването на култ към светци, свързани с други страни и слабо известни в Полша. Особено близки са връзките на манастирската общност с някои сръбски манастири. Именно поради тази причина сръбски иконографи изографисват църквата Благовещение.
Монасите се ангажират и с философски и богословски полемики с други вероизповедания. През 1582 патриархът на Сърбия Габриел по време на посещението си в Супрасъл дава на архимандрита на Супрасъл Тимотей правото да носи митра, а самият манастир получава правото да използва титлата ‚лавра‘. През 1589 константинополският патриарх Йеремия спира в Супрасъл, завръщайки се от Москва и въвежда промени в правилника на манастира, давайки му правата на ставропигия.

### Православно-униатският конфликт за манастира
Манастирът в Супрасъл първоначално заема категорично негативна позиция спрямо Брестката уния. Както пише Миронович: 
| „ | Манастирът защитава православието не като го изолира от новите религиозни и философски течения, а като приема съдържанието, което съответства на православните канони, и чрез ожесточена полемика с догмите, които са в разрез с тях. Така в най-големия религиозен център на Подлесието през XVI век в доминират антилатинските, антиуниатските и антиреформаторските тенденции. | “ |

Още преди 1596 в манастира са създадени текстове с полемичен характер, които критикуват ученията на Латинската църква и по-рядко на Протестантската църква. През 1595 обаче игуменът, архимандрит Хиларион, взема участие в православния събор в Лвов, на който е приета необходимостта от ускоряване на процеса на създаване на уния между православната и католическата църква. Според Миронович архимандритът подкрепя това решение, поради факта, че разбирането на католическите духовници относно този процес се различава от това на православната църква, която смята, че след създаването на уния, няма да настъпят никакви промени в обредността и догмата. Година по-късно, архимандрит Хиларион участва в антиуниатски събор, който се провежда в Брест паралелно с униатски събор, и се подписва под неговите решение. В същото време монахът Исая от Супрасълския манастир взема участие в униатския събор.
Първият униатски митрополит – киевският митрополит Михал Рахоза, опитва да склони монасите да приемат унията. Но до смъртта му през 1601 манастирът си остава православен. Наследникът на Михал Рахоза – Хипаци Почей, пристига в Супрасъл веднага след избирането си и в църквата Благовещение обявява приобщаването на манастира към Униатската църква. Манастирската общност отказва да се подчини на това решение и на свой ред обявява йерарха за еретик; монасите, начело с архимандрит Хиларион, решават да приемат за свой глава патриарха на Константинопол, а не католическия епископ Почей. На 4 октомври 1601 Хипаци Почей призовава Хиларион (Масалски) пред съда и го обвинява в неподчинение. Архимандритът отказва да се яви пред съда, поради което митрополитът отправя към крал Зигмунт III Васа, известен като привърженик на унията, молба за намеса от негова страна. На 19 януари 1602 кралят издава указ, в който се съобщава, че игуменът е осъден на изгнание, заради неподчинението си към митрополита.
Духовникът остава в Супрасъл още една година, но се налага да бъде посочен нов кандидат на игумен. Монахът Герасим, който е новият архимандрит, се съгласява да приеме унията и се заклева във вярност на Хипаци Почей. Приет е и нов вътрешен правилник на манастира, който забранява в манастирската общност да бъдат приемани нови братя, без предварителното съгласие на митрополита и ктитора (с изключение на послушници). Такава е ситуацията в манастира, когато архимандрит Хиларион е принуден да го напусне, но през 1607 той се обръща към Йероним Ходкевич с молба да се застъпи за него пред краля, в резултат на което крал Зигмунт III Васа позволява на монаха да се завърне в манастира. Макар формално манастирът да остава под юрисдикцията на киевския униатски митрополит, архимандрит Хиларион организира живота в него според православната традиция. След смъртта му архимандрит Герасим приема установения ред и през 1611 позволява на монаха Анастасий да напише текста на „Няколко думи и поучение за Светите отци на Православната църква“ (Kilka słów i pouczenii świętych ojców Cerkwi prawosławnej), който завършва с молба манастирът да бъде запазен в православната вяра.
Конфликтът относно юрисдикцията на манастира продължава до 1635. На 31 март 1635 окончателно приема василианския правилник.
Според православните духовници, сред които и киевският митрополит Петър Могила, присъединяването на манастира към василианството става причина за неговия упадък като център на духовния живот. През последвалите десетилетия манастирът се превръща не токова в център на монашеския живот и аскетизма, колкото в резиденция на епископа. Културният облик на супрасълското средище също се променя – увеличава се латинското влияние за сметка на плодотворните по-рано контакти с балканските страни и Русия.

### Василиански манастир
В периода, в който василианците администрират манастира, манастирският комплекс отново е разширен. Манастирската църква е преоборудвана в бароков стил. През 1643 абат Никодим Шибински поръчва нов триреден иконостас, който се оказва едно от най-значимите произведения на този тип бароково изкуство на територията на цялото Подлесие. Иконостасът е създаден в ателието на Анджей Модзелевски в Гданск или в неизвестно ателие във Волнюс.
В края на XVII в. край южното крило на манастира е създадена градина в италиански стил, която просъществува до втората половина на XIX в.
През 40. и 50. години на XVIII в. е изградена кула-камбанария, както и ново южно жилищно крило на основната сграда.
Манастирът в Супрасъл оказва финансова подкрепа на Въстанието на Косцюшко – печатницата му публикува прокламациите на въстаническите власти. Ангажирането на монасите в полското национално въстание става причина дейността му да бъде ограничена след Третата подялба на Жечпосполита.
През 1807 година по силата на Договора от Тилжа Супрасъл, заедно с целия окръг Бялисток се оказва в границите на Руската империя.

### Печатницата на манастира
През 1693 година, благодарение на усилията на киевския митрополит Киприан Жоховски, в манастира започва да работи печатна преса, пренесена от манастира на василианците във Вилнюс. Първата отпечатана в манастира книга е униатски Служебник, а първата книга, създадена изцяло в Супрасъл (печатането на Служебника започва още във Вилнюс) е написаното на църковнославянски език житие на Св. Онуфри, публикувано през 1696 година. През последвалите десетилетия дейността на печатницата не е особено активна. Ситуацията се променя, когато игумен на манастира става Леон Кишка. През 1711 г. в Супрасъл е отпечатана „Ароматът на стръкчето смирна, тоест благоговейни молитви за Страстите Господни и за Дева Мария. Шепи стрък от смирна“ (Zapach mirrhowego snopka, to jest modlitwy nabożne o Męce Pańskiej i N. Panny. Garści mirrhowego snopka), а година по-късно „Стръкче смирна на горчивите Мъки на Исус и за неговата Майка Пресветата Дева“ (Snopek mirrhy gorzkiej Męki Jezusowej i jego Matki Najświętszej Panny).
Издателството публикува над триста книги, наречени супрасълски издания, основно с религиозно съдържание (преводи на евангелието, молитвеници, апокрифи, проповеди, песни). Светските публикации включват: художествена литература, научнопопулярна литература, трудове на политически и научни теми.
През 1720 г., три години след като Леон Кишка става униатски киевски митрополит, свиканият от него Замойски синод решава да направи промени в обредността, като я направи подобна на латинската. Печатането на литургични книги за нуждите на реформираната Църква, започва да се извършва в супрасълската печатница. През 1722 са публикувани първите книги, поръчани от синода. В периода 1711 – 1728 в Супрасъл са отпечатани общо 65 различни текста, най-голямата част от които (40) на полски език, 13 на латински и 12 на кирилица. Освен литургични книги се печатат и популярни молитвеници, календари, както и конкретни заглавия, поръчвани от частни лица или от католическите манастири в региона. След смъртта на Леон Киша през 1728 активността на печатницата намалява, но тя все пак запазва славата си от предходните десетилетия. До края на XVIII в. там са публикувани сборникът преводи на Ян Анджей и Станислав Морщин „Morsztyniana collectio insignis“ (1752), трактатът на В. Пенски „Domina palatii regina libertas“ (1736), басните на Езоп „Ezop nowy polski“ (1750 и 1767), трактатът „Akta publiczne do interessu Ostrogskich należące“ (1754 – 1756), „Otia publica“ и „Otia domestica“ на К. Нешоловски (1743 и 1752).
През втората половина на XVIII в. печатницата все по-често публикува светски текстове, чиято цел е разпространяването на знания. През 1767 г. е издадена „Кратък сборник по полска история и география“ (Krótkie zebranie historii i geografii polskiej) на Т. Вага, през 1770 учебник по войскова тактика, през 1774 и 1779 сборник със съвети по билкарство. Значително намалява броят на литургичните книги, печатани за нуждите на Униатската църква, но пък са издадени 85 публикации за нуждите на старообредниците. През 1784 година префектът на печатницата Мелеци Осуховски изцяло променя профила на печатницата – в Супрасъл започва да се публикува основно светска художествена литература, домакински, земеделски и медицински наръчници, учебници и публицистични текстове. Печатницата започва да препечатва и популярни текстове, за които посочва невярно място на публикуване или просто не посочва, че мястото на публикация е монашеската печатница. През 1790 г. издателството е получава привилегиите на крал Станислав Август Понятовски.
Окупаторските пруски власти строго ограничават дейността на печатницата. До 1803 василианците издават единствено малобройни религиозни текстове и наръчници.
През целия период на своето съществуване печатницата публикува около 500 заглавия, от които 71% са на полски език, 18% на кирилица, 10,5% на латински и 0,5% на литовски.

### Православен манастир (XIX – XX в.)
През 1824 година манастирът в Супрасъл отново се връща под юрисдикцията на Православната църква. В този момент част от манастирските сгради изпълняват функции, различни от първоначалното им предназначение. В първите години след връщането на манастира към първоначалната му православна принадлежност, в интериора се извършват значителни промени, целящи да отстранят униатските елементи.
През XIX в. свещеникът професор Михаил Бобровски намира и описва в манастирската библиотека „Супрасълския сборник“.
Манастирът се е намирал в трудна материална ситуация. Средствата за реставрация се събират чрез разпродаване на фонда на манастирската библиотека. През 1873 г. Светият синод дори обсъжда ликвидирането на манастирската общност. Игуменът на манастира, архимандрит Инокентий (Команецки), убеждава църковните власти да подкрепят манастира. Получени са многобройни дарения, които позволяват да бъде издигнат нов гробищен храм – Св. Пантелеймон.
Значителни заслуги за реставрацията на манастира има архимандрит Миколай, игумен от 1881. По негова препоръка е издигнат нов храм – Св. Йоан Богослов (1890), а край Супрасъл е създадено православно гробище и църква към него – Св. Йежи (1901). Архимандритът основава също монашеско братство и сиропиталище. Той е автор и на първата цялостна разработка, посветена на историята на манастира. През втората половина на XIX църквата Възкресение господне (намираща се в много лошо техническо състояние) е разрушена. На камбанарията са се намирали няколко камбани, най-големите от които та били с тегло 2400, 1700 1 1200 кг. Съдбата им след Първата световна война не е известна.
През 1915 година монасите са принудени да избягат от манастира, като вземат със себе си цялото движимо имущество. От всички тях единствено йеромонах Сава (Гаврилюк) се завръща в манастира. Църковните сгради не са особено пострадали по време на военните действия.

### По време на Втората Жечпосполита
На 8 август 1919 г. църквата Благовещение е затворена и запечатана. Монахът Сава пренася църковната утвар в по-малката църква Св. Йоан Богослов. Три години по-късно кметът на града предава управлението на манастирската камбанария, пристройката и църквите на Дирекцията за обществени пътища в Бялисток, а останалите манастирски сгради на Сейма на Бялисток, който после ги предназначава за седалище на земеделското училище. През 1922 г. Православното братство в Супрасъл изпраща от името на 2235-те живущи в града вярващи писмо до държавния глава Йозеф Пилсудски, в което се апелира храмовете да бъдат върнати и да получат статуса на енорийски църкви. Писмото е предадено в Министерство на вероизповеданията и обществено просвещение, което оставя решението в ръцете на управителя на Бялисток. По негово мнение православните могат да използват църквата на гробището край Супрасъл като филиал на енорията във Василков, а храмовете на някогашния манастир трябва да бъдат предоставени на католиците, които разполагат с много малък, с оглед на големия брой вярващи, енорийски храм. През 1926 затварянето на църквите е потвърдено, а ключовете им за предадени на кмета на Супрасъл. На 4 октомври 1927 вилнюския католически митрополит Ромуалд Ялбжиковски отслужва света литургия в църквата Благовещение, а след литургията ключовете за църквата са предадени на местния католически енорийски свещеник. В крайна сметка манастирските сгради са предоставени на салезианците, които откриват в тях сиропиталище.
През 1937 г. въпреки протестите на православните жители на града, салезианците затварят църквата Св. Йоан Богослов, като свалят от нея православния кръст, а оборудването пренасят в народния дом в Супрасъл. Гродненската православна епархия и управлението на манастира завеждат дело за връщане на имуществото на манастира в Супрасъл, такова каквото е било в момента на извоюване на независимостта на Полша. Окръжният съд в Белосток отхвърля жалбата през март 1938 г. Малко преди изпухването на Втората световна война манастирските постройки са оценени на 495 954 злоти.

### Втората световна война и периода на Полската народна република
В периода 1939 – 1941 манастирът е опустошен от разположените там съветски войски. Войниците изнасят иконите от църквата и разрушават бароковия иконостас. През 1942 г. свещеникът на православната енория в Супрасъл отец Алекси Маларчук получава съгласието на немските окупационни власти църквата Св. Йоан Богослов да бъде отворена и да бъдат възобновени богослуженията в нея.
По време на хитлеристката окупация	в Супрасъл пристигат (най-вероятно от териториите на СССР) няколко монаси. През 1944, преди да се оттеглят от Супрасъл, немските войски разрушават църквата Благовещение и принуждават монасите да напуснат манастира. Единствено архимандрит Изидор, който едва се придвижва, отказва да напусне и става свидетел на взривяването на главната църква.
След Втората световна война новата власт се съгласява отворената през 1942 г. църква да продължи да бъде използвана от православната общност, което предизвиква недоволство от страна на местното католическо население.
През следващото десетилетие в сградите на някогашния манастир е създаден Център за обучение и земеделска механизация. През 1954 Центърът се обръща към Воеводския народен съвет с молба да приеме църквата за собствените си нужди, като мотивацията е, че извършваните на терена на църквата дейности пречат обучаващите се в центъра да бъдат възпитавани в социалистически дух, а освен това окупационните власти са тези, които са дали на православната общност принадлежащата преди това на католиците църква. След разговори с местната партийна власт енорията в Супрасъл се отказва от църквата и с помощта на вярващите пренася оборудването ѝ в църквата на гробището край Супрасъл.
След 1945 г. в манастира се помещава земеделско училище. През този период са разрушени и последните части от манастирската градина и на нейно място е построено игрище.

### Реконструкция и възстановяване на православния манастир
През септември 1947 г. Главна дирекция на музеите и защита на колекциите поръчва на Станислав Буковски да ръководи работата по консервацията и реконструкцията на целия манастирски комплекс. До 1949 е създаден първият проект за реконструкция на дясното крило, а през 1953 – 1954 е разработен поредният проект за адаптиране на манастирските сгради към нуждите на образованието. Манастирските сгради са реконструирани до 1955. От 80. години на XX век Полската автокефална православна църква постепенно си възвръща манастирските сгради и започва консерваторска и ремонтна дейност. Инициатор на реконструкцията на комплекса е архиепископът на Белосток и Гданск – Сава от. На 15 юни 1984 в Супрасъл пристига йеромонах Мирон (Ходаковски), под чието ръководство са реновирани църквата Св. Йоан Богослов, жилищните и стопанските постройки и е започната реставрация на църквата Благовещение. Делото му е продължено от архимандрит Габриел (Гиба). На 26 август 1999 в южното крило на манастира е отворена печатница. През 2001 на манастирската камбанария са окачени 6 нови камбани, като по-късно броят им се увеличава на осем. През 2006 започва работа по изграждането на стилна барокова градина по проект на Катажина Миколайчик. Ремонтната дейност на Супрасълската лавра се извършва с финансовата подкрепа на полската държава.
В продължение на осем години, от 1997, не стихва конфликтът между Полската автокефална православна църква и орденът на василианците, свързан със собствеността на манастирските катакомби. Конфликтът приключва с решение на Комисията по регулация по силата на което собственик на територията на катакомбите отново става православният манастир.
През 2006 година на територията на манастира е открит Музей на иконите. На 1 март 2008 тържествено е открита дейността на Супрасълската академия, а от 2008 в манастира ежегодно се провежда Международен фестивал на църковното звънене.
В началото на 2014 са поставени покриви на катакомбите с цел да бъдат предпазени от по-нататъшно разрушаване. На 10 август 2014 на територията на манастира е открита Зала в памет на архиепископ Мирон, първият игумен на манастира след неговото възстановяване, трагично загинал в катастрофата край Смоленск през 2010. През 2015 едно от помещенията в южната сграда на манастира е преустроено в църква Св. Антони Супрасълски, създаден в памет на 500-годишнината от мъченическата смърт на патрона. Първата света литургия в новата църква е отслужена на 22 март същата година.